# Onthophagus lamellicornis
Onthophagus lamellicornis là một loài bọ cánh cứng trong họ Bọ hung (Scarabaeidae).